# Rancho Palmar
Rancho Palmar är en ort i Mexiko.   Den ligger i kommunen Santiago Jocotepec och delstaten Oaxaca, i den sydöstra delen av landet, 400 km sydost om huvudstaden Mexico City. Rancho Palmar ligger 103 meter över havet och antalet invånare är 123.
Terrängen runt Rancho Palmar är huvudsakligen kuperad. Rancho Palmar ligger nere i en dal. Runt Rancho Palmar är det ganska glesbefolkat, med 27 invånare per kvadratkilometer. Närmaste större samhälle är San Antonio las Palmas, 6,7 km söder om Rancho Palmar. Omgivningarna runt Rancho Palmar är en mosaik av jordbruksmark och naturlig växtlighet.